# Кринеје
Кринеје (грч. Κρηναῖαι) су у грчкој митологији биле нимфе.

## Митологија
Биле су најаде фонтана и бунара (или лековитих извора). Ове нимфе су биле Аганипа и Апијада (ова друга је била личност из римске митологије).